# Iglesia de San Pablo (Valladolid)
La iglesia conventual de San Pablo es uno de los edificios, más representativos de la ciudad de Valladolid (Castilla y León, España) y atracción turística. Se encuentra en la plaza de San Pablo, lugar donde se hallan también el palacio Real y el palacio de Pimentel, los llamados sitios reales en siglos pasados. Se encuentra adosada al colegio de San Gregorio y próxima al resto de sedes del Museo Nacional de Escultura. Fue construida entre 1445 y 1616 y pertenece a la orden de los dominicos.
En esta iglesia fueron bautizados los reyes Felipe IV y Felipe II y fue visitada por Napoleón.

## Historia

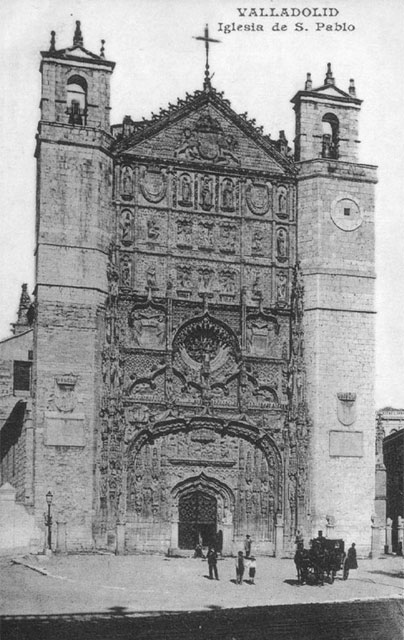
Imagen antigua de la iglesia, principios.

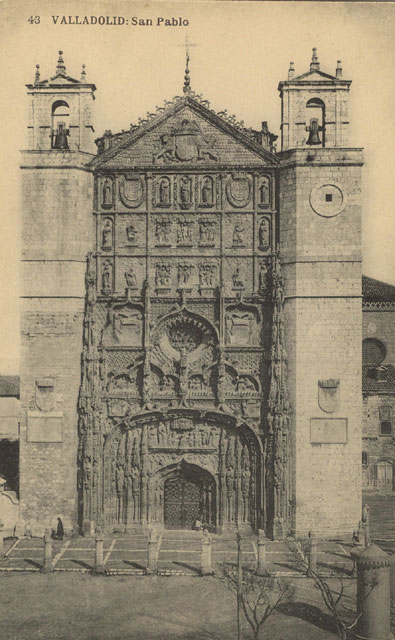
Postal del templo, mediados.

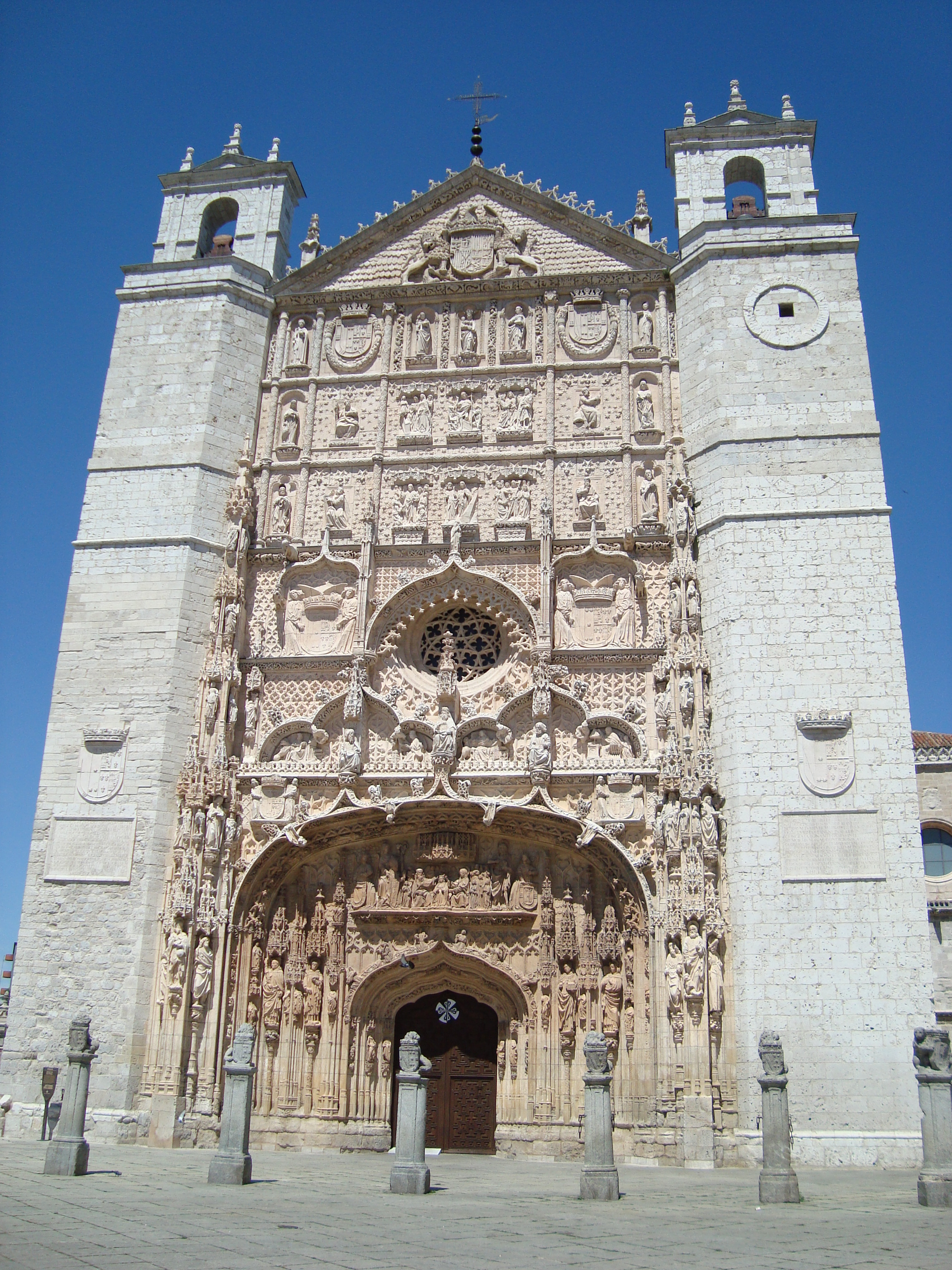
Fachada tras la restauración realizada entre 2004 y 2009.

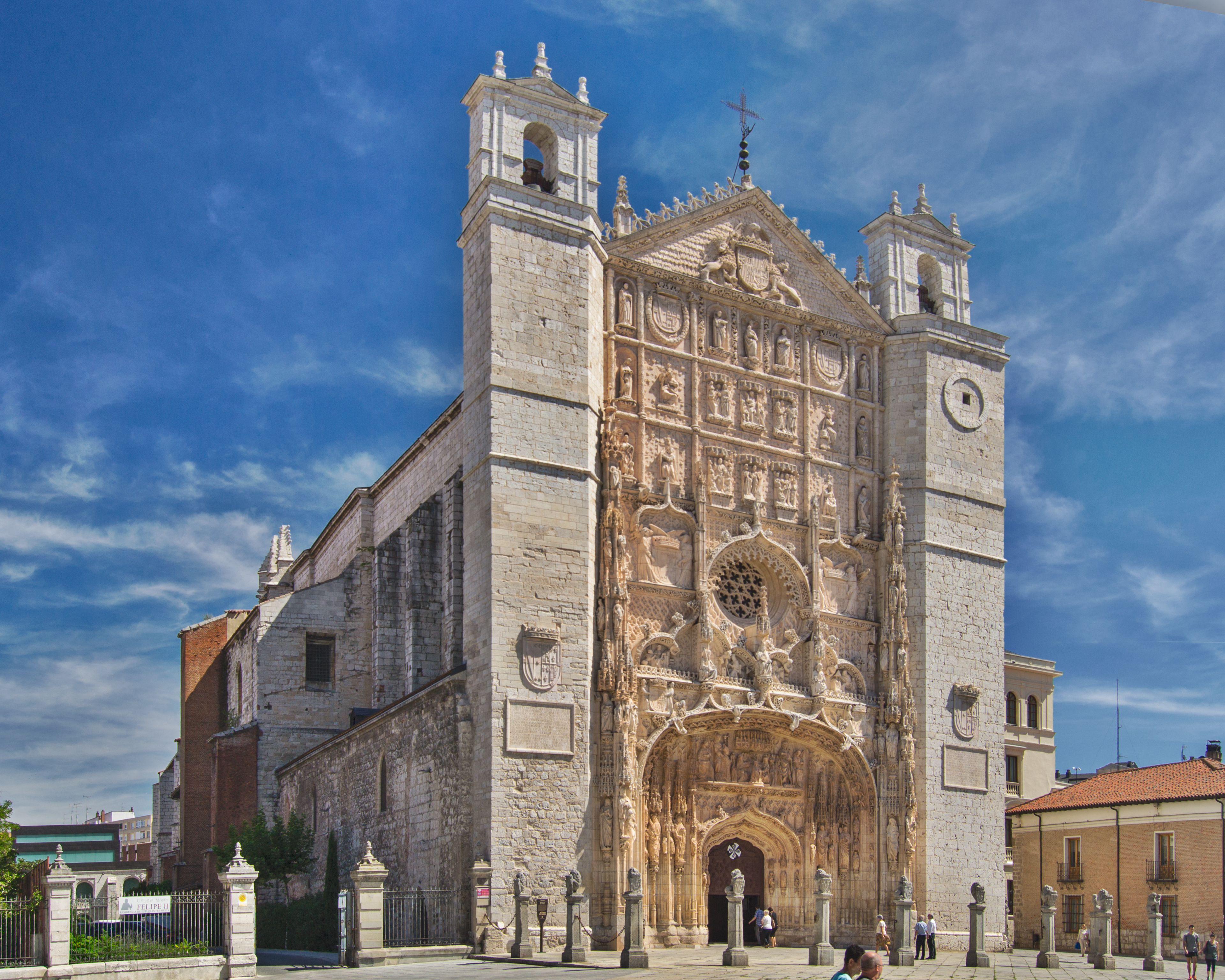
La iglesia en el año 2017.

Desde 1260, por iniciativa de la reina Violante de Aragón, esposa de Alfonso el Sabio, se organizan las residencias de franciscanos y dominicos. En aquel momento, las reinas ostentaban el señorío de la villa, por lo que apoyaron el asentamiento de estas órdenes, que favorecían su desarrollo.
Si bien la creación de la Orden de San Pablo Primer Eremita se habría llevado a cabo en Hungría en 1250 por iniciativa del beato Eusebio de Estrigonia, en concreto, el convento de San Pablo en Valladolid fue fundado en 1276 por Violante de Aragón, en honor a esta orden eremita en formación. Ella era hija de la reina Violante de Hungría, la cual había arribado a tierras ibéricas para consumar su matrimonio con Jaime I de Aragón. Por otra parte, sería diez años más tarde cuando la reina María de Molina dedicó grandes esfuerzos para que se llevara a cabo la construcción formal del convento situado en un solar cedido por el Concejo a los dominicos al norte de la ciudad.
Entre 1445 y 1468, fue el cardenal fray Juan de Torquemada, tío del inquisidor general Tomás de Torquemada, quien sufragó las obras para la construcción de la iglesia definitiva gracias a las bulas papales. Esta nueva construcción sustituyó a otra iglesia de tipo mendicante, cubierta con techumbre de madera. Se concluyó la cabecera, el crucero y la nave con cubierta de madera.
A la muerte de Torquemada, fue mecenas del convento el obispo palentino fray Alonso de Burgos, que costeó el claustro, el refectorio, la parte baja de la fachada y las portadas del crucero, además del anejo colegio de San Gregorio y su capilla funeraria. Participaron en este cometido los arquitectos hispanoflamencos Juan Guas y Simón de Colonia. Hacia 1550, el cardenal García Loaysa, confesor de Carlos I, mandó construir la sacristía, cubierta con una bóveda estrellada decorada con escudos de la orden y figuras de santos dominicos.
En 1601, con el traslado de la capital del Imperio a Valladolid, el duque de Lerma, valido de Felipe III, se convirtió en su patrono; costeó la reforma de su fachada principal y dotó al convento de numerosas obras de arte, entre ellas La Anunciación, de Fra Angelico, hoy en el Museo del Prado. Se amplió el templo en lenguaje clasicista y se adecuó a un uso funerario, con el arquitecto Diego de Praves. Se amplió asimismo la fachada tratando de obtener un efecto de conjunto. Durante este periodo se llevó a cabo una singular concentración de elementos decorativos, fundamentalmente esculturas góticas, y se levantaron las torres que flanquean la fachada.
Entre 1613 y 1616, se efectuaron reformas en estilo herreriano de algunas capillas de la nave y el coro bajo la dirección de Diego de Praves. Se encargó a Juan de Nates, según un proyecto diseñado por Francisco de Mora, la ejecución de la tribuna de los patronos, desde la cual oían misa los duques, y la puerta dórica de la sacristía.
En la iglesia de San Pablo fueron bautizados los reyes Felipe IV y Felipe II. De este último, la leyenda cuenta que por una de las ventanas del Palacio de Pimentel, de la que cuelga una cadena, fue sacado al nacer para que fuera bautizado en esta iglesia, pues de salir por la puerta del palacio debería haber sido bautizado en la cercana iglesia de San Martín.
En el siglo XIX con la invasión francesa, las tropas napoleónicas profanaron la iglesia y el convento causando graves daños. La progresiva ruina del conjunto y los distintos procesos desamortizadores, en especial la desamortización de 1835, acabaron con las dependencias conventuales para transformarlas en presidio, quedando solamente en pie la iglesia.
En 1968 la iglesia sufrió un incendio y en los años siguientes se llevaron a cabo varias restauraciones. Entre 2004 y 2009 la iglesia fue objeto de una restauración integral. Mientras dichas restauraciones se realizaban fue posible ver las esculturas a pocos metros gracias a un andamio móvil.
En 2023 se vuelven a poner los andamios aunque esta vez en el lateral de la iglesia para arreglar el ábside y la fachada del crucero norte.

## Fachada

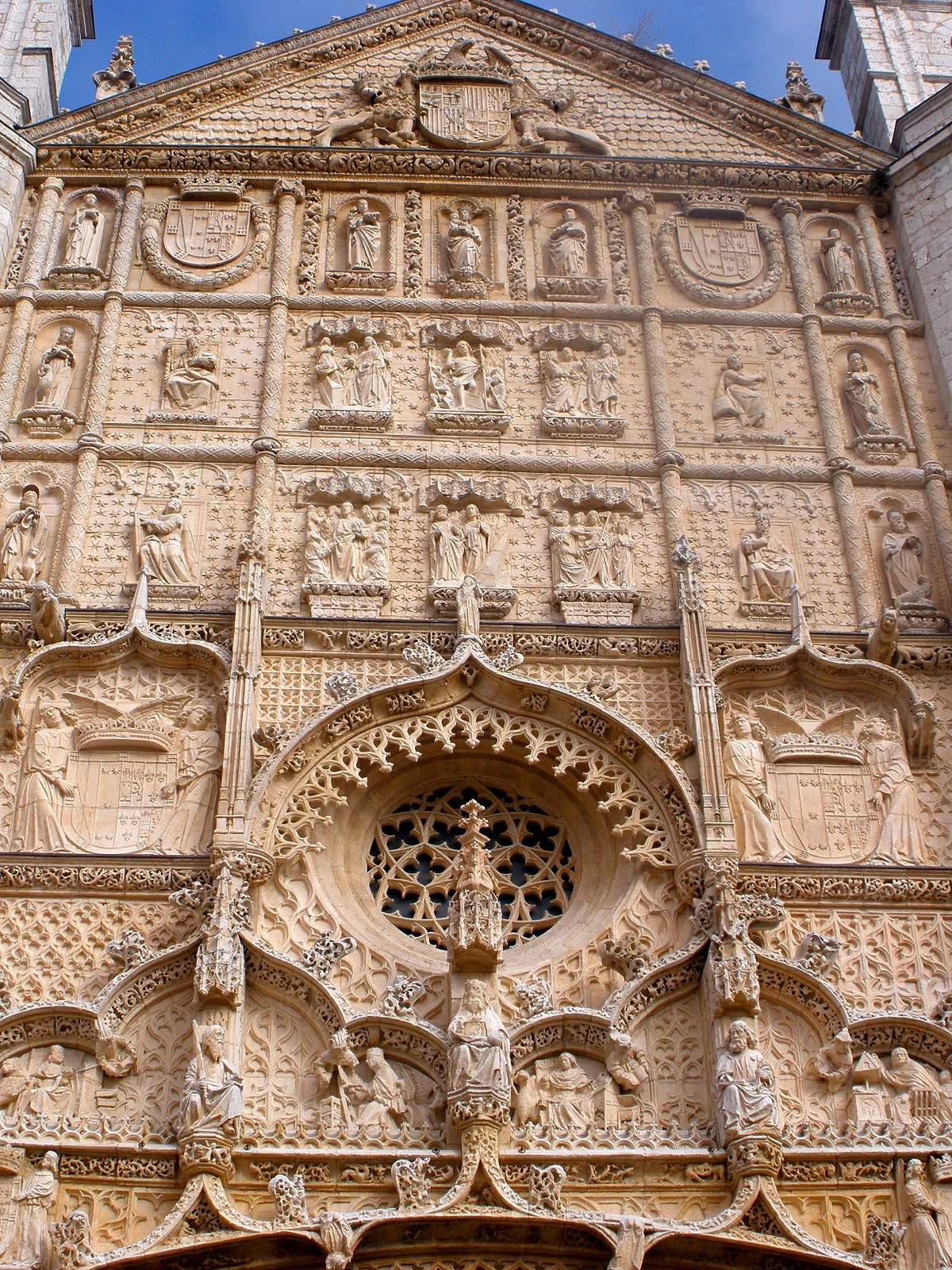
Fachada de la Iglesia de San Pablo.

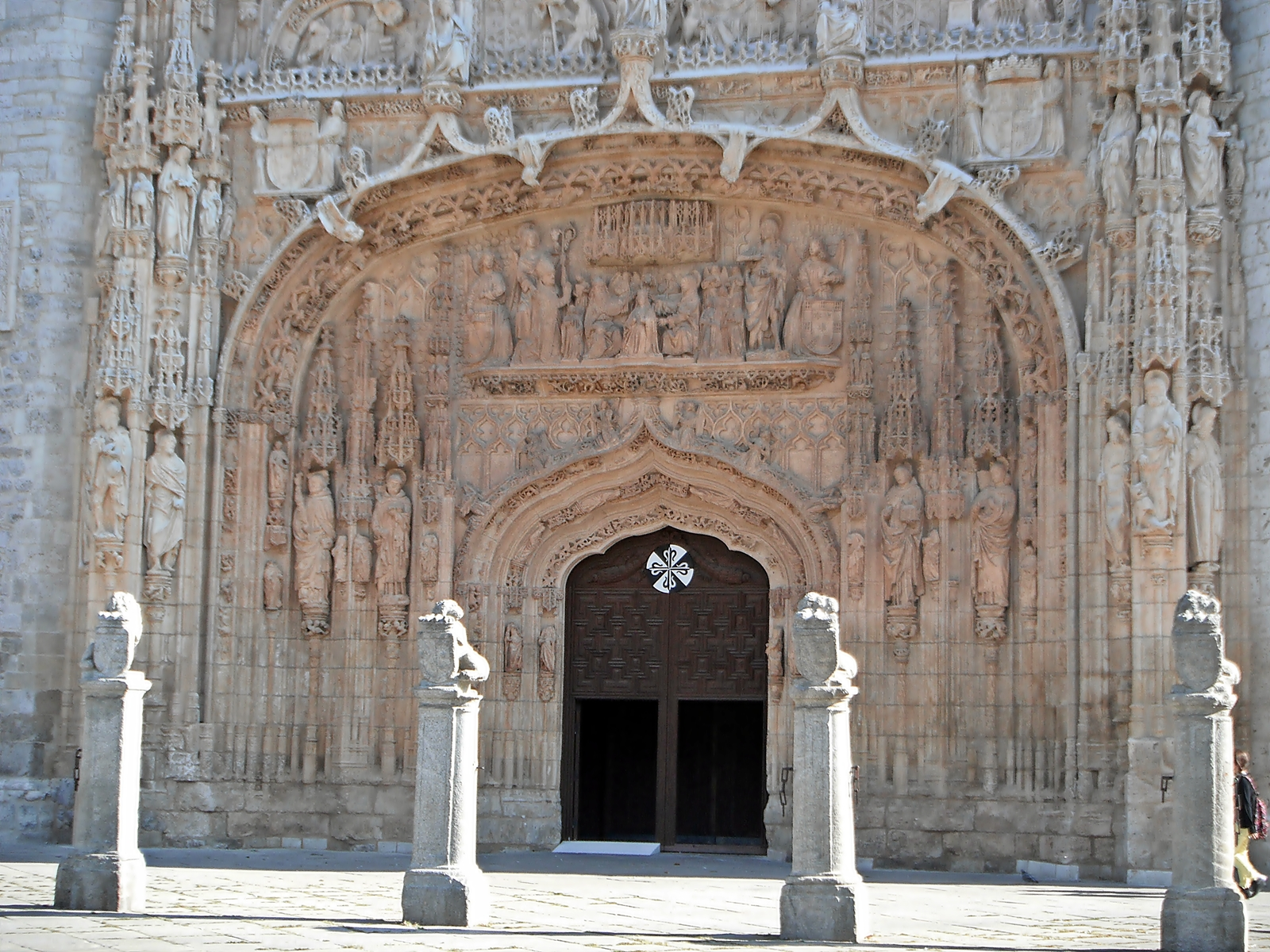
Parte baja de la fachada de la Iglesia de San Pablo.

La iglesia es del tipo de las habituales en tiempos de los Reyes Católicos, siguiendo el estilo que se desarrolla en Castilla durante su reinado; el gótico isabelino. Como corresponde al gótico tardío.
Simón de Colonia se comprometió a realizar la fachada de la iglesia y su obra se concluyó hacia el año 1500. En el atrio de la fachada se colocó el crucero procedente de la iglesia de Santiago y los pilares, rematados con leones tenantes por el duque de Lerma en 1601.
La fachada, responde parcialmente al estilo gótico isabelino, como se ha mencionado, se sabe que las obras dirigidas por Simón de Colonia se concluyeron hacia 1500, pero en la fachada se distinguen dos partes claramente diferenciadas:
- La primera parte, hasta la imposta que se encuentra encima del rosetón central, en la que se distinguen varias gárgolas y limitada lateralmente por dos agujas. Sobre la puerta, resuelta con arco conopial de perfil ondulado. Entre un gran arco carpanel dispuesto a manera de colosal guardapolvo se halla un relieve con la escena de la Coronación de la Virgen, en presencia de fray Alonso de Burgos, arrodillado, y en compañía de los Santos Juanes. Sobre este relieve se encuentran unos ángeles tenantes con escudos del Duque de Lerma.
- La segunda parte de la fachada, compartimentada en espacios rectangulares, llega desde la imposta hasta el límite inferior del frontón triangular superior. La mentalidad clasicista explica la claridad de su ordenación y para su decoración se utilizaron esculturas góticas, algunas próximas al taller de Gil de Siloé y se tallaron otras para la ocasión. El acoplamiento de estos motivos y elementos decorativos se llevó a cabo durante el patronato del duque de Lerma, junto con la construcción de las dos torres, por lo que presentan las armas y lápidas indicativas de los Sandoval y Rojas, duques de Lerma. El fondo de estrellas también se refiere al emblema de los Rojas.

Por último, la fachada se remata con un frontón triangular. Sobre un fondo de escamas hay un escudo de los Reyes Católicos, que corona toda la portada. El frontón presenta una idéntica unidad estilística con el cuerpo bajo de la misma forma, corresponde también a la obra de Simón de Colonia, pero en cambio, la decoración que le envuelve no es gótica sino renacentista.

## Interior

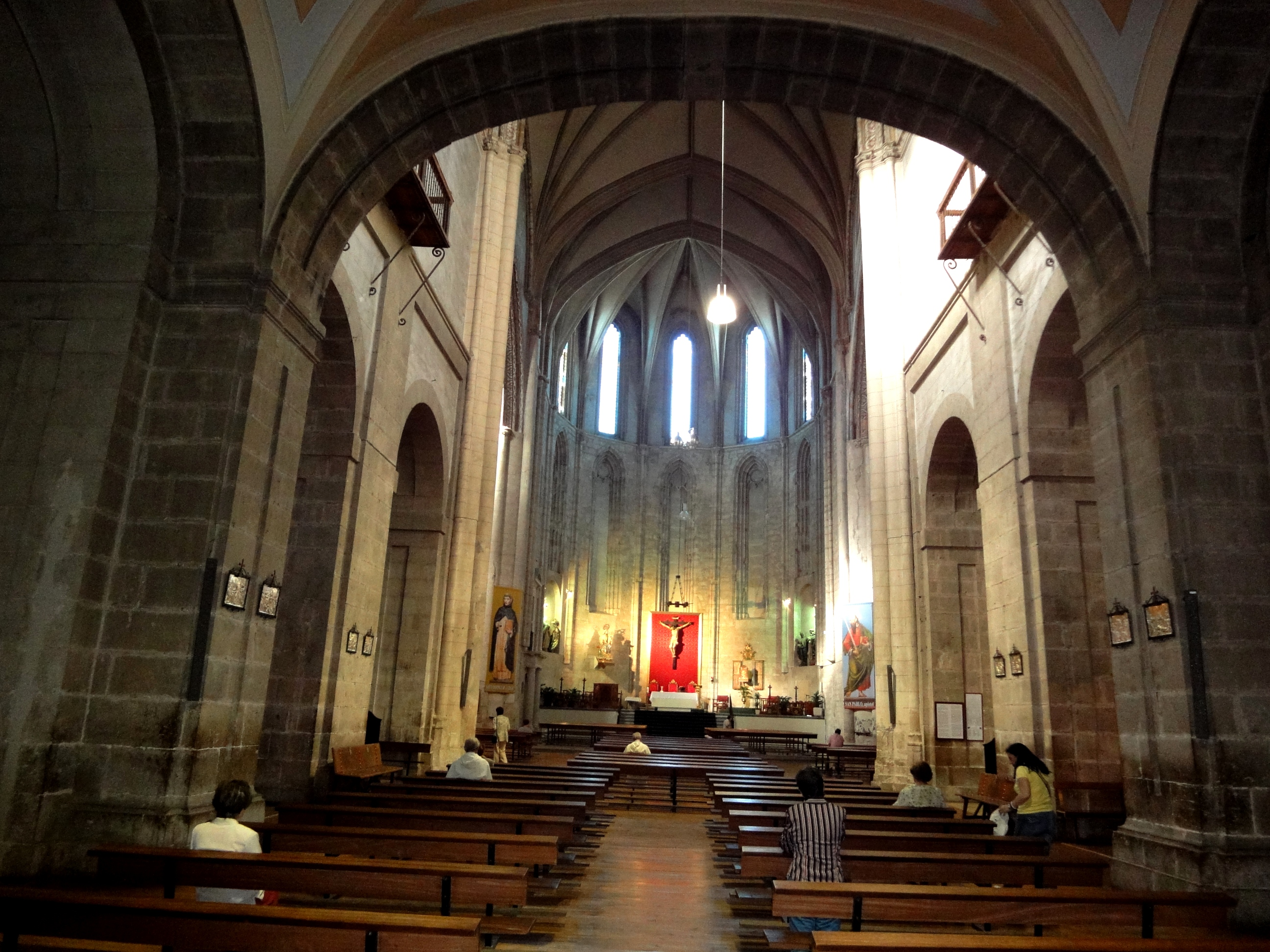
Ábside, altar, coro y nave de San Pablo.

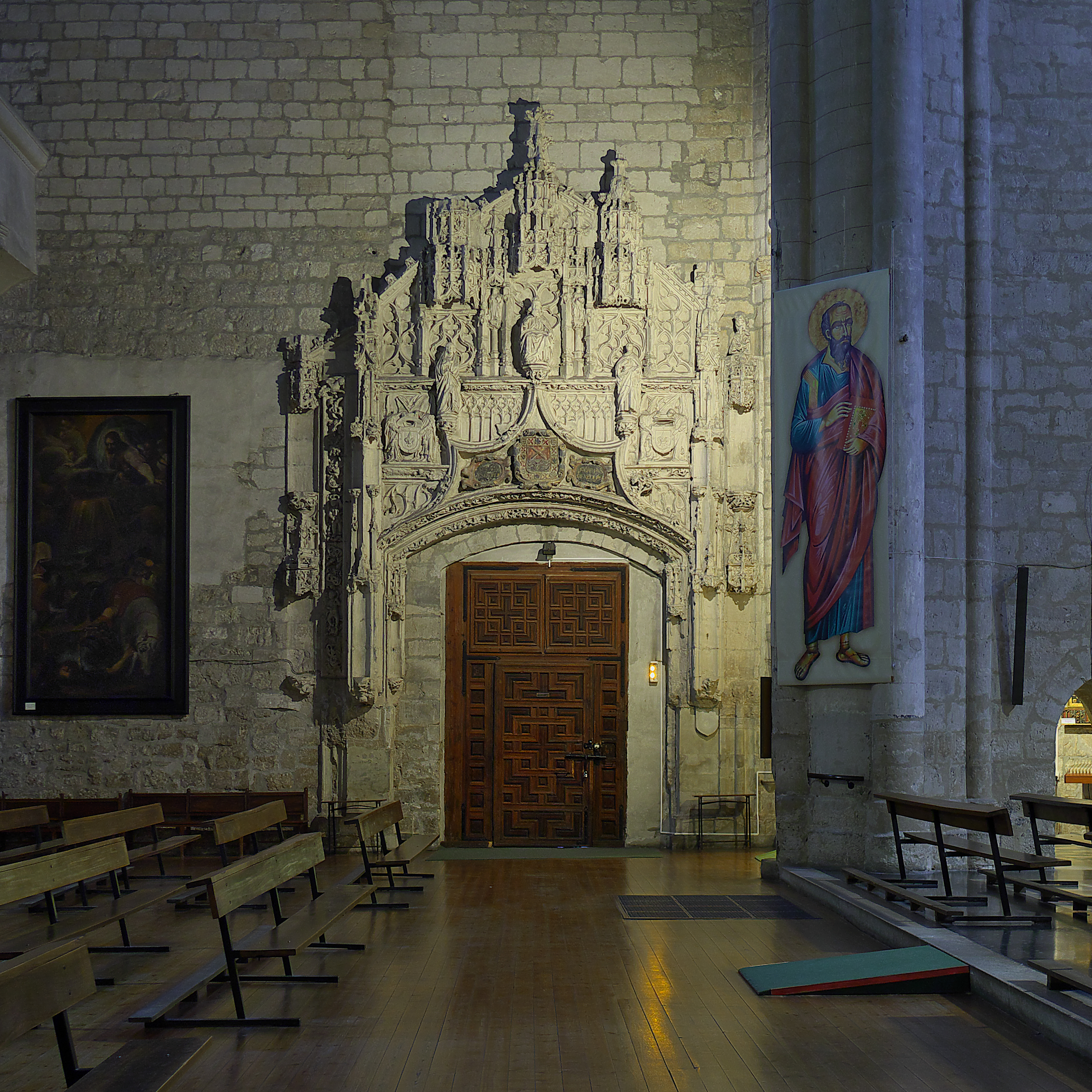
Portada del Evangelio, puerta situada en el extremo norte del transepto. Portada que comunicaba la iglesia con el claustro conventual, destruído por la invasión francesa en 1809.

En la capilla mayor se encuentra enterrado Francisco de Sandoval y Rojas, primer duque de Lerma, junto a su esposa, aunque las esculturas funerarias, realizadas en bronce, se encuentran formando parte de la colección del Museo Nacional de Escultura.
Presenta dos capillas absidales; en las que se encuentra una imagen de Santo Domingo de Guzmán, realizada por Gregorio Fernández y un Cristo yacente, de tipo tabernáculo, también esculpido por Fernández. En el presbiterio, un Cristo en la cruz datado en el siglo XVII, atribuido a Pedro de la Cuadra, y cuatro santos dominicos, originarios de Fernández.
En el crucero se encuentran dos pinturas de Bartolomé de Cárdenas: La vocación de San Pedro y La conversión de San Pablo, procedentes del desaparecido retablo mayor.
En la sacristía se halla un Crucifijo, de mayor tamaño que el situado en el presbiterio, atribuido a Francisco Alonso de los Ríos.

## Actividad Dominica
En la actualidad el Convento de San Pablo y San Gregorio acoge el Instituto Superior de Filosofía de Valladolid, adscrito a la Universidad Pontificia de Salamanca.

## Galería

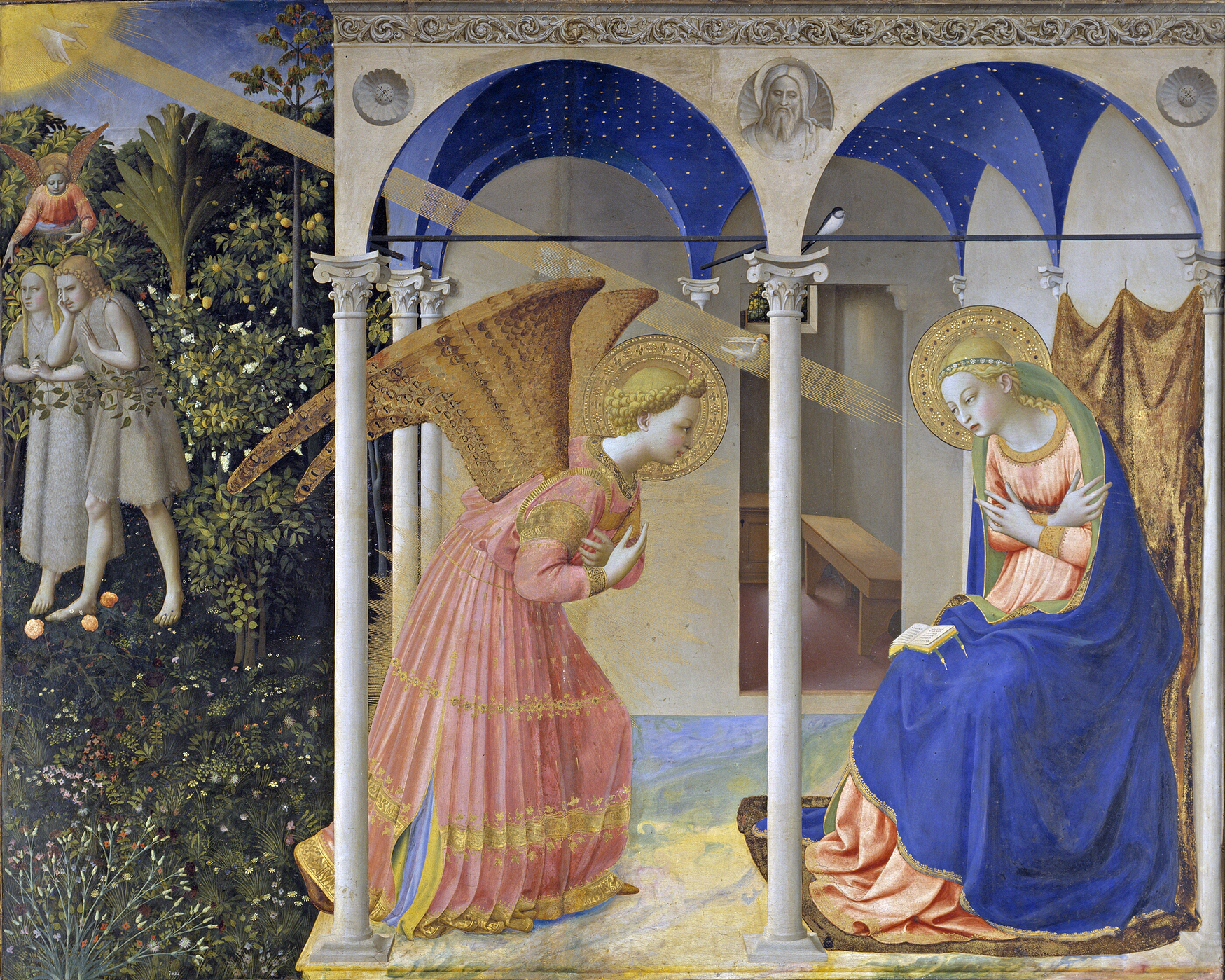
La Anunciación de Fra Angelico se conservó en San Pablo antes de pasar al Monasterio de las Descalzas Reales de Madrid y finalmente al Museo del Prado.
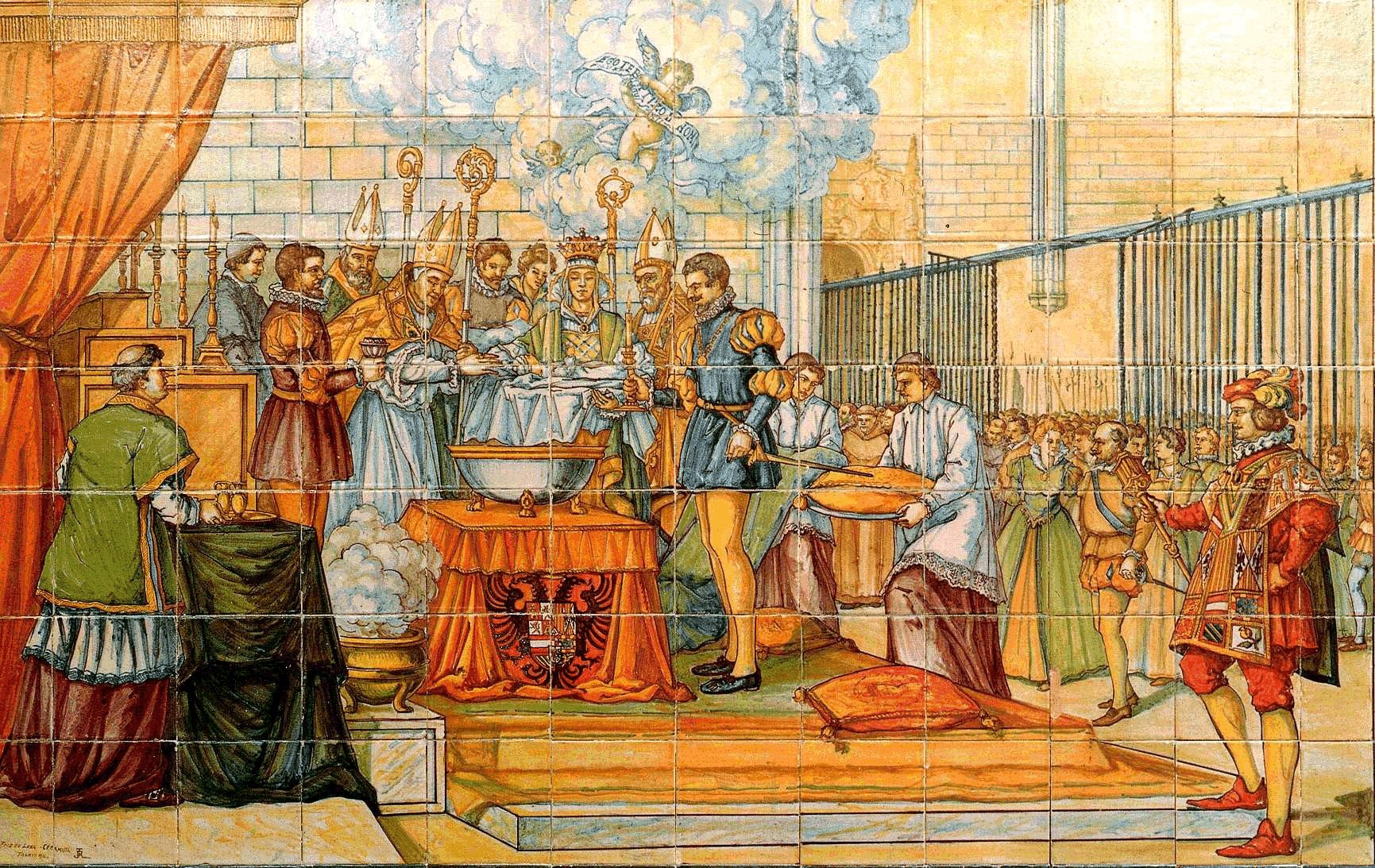
Bautizo de Felipe II en la Iglesia de San Pablo. Azulejos del zaguán del Palacio de Pimentel.
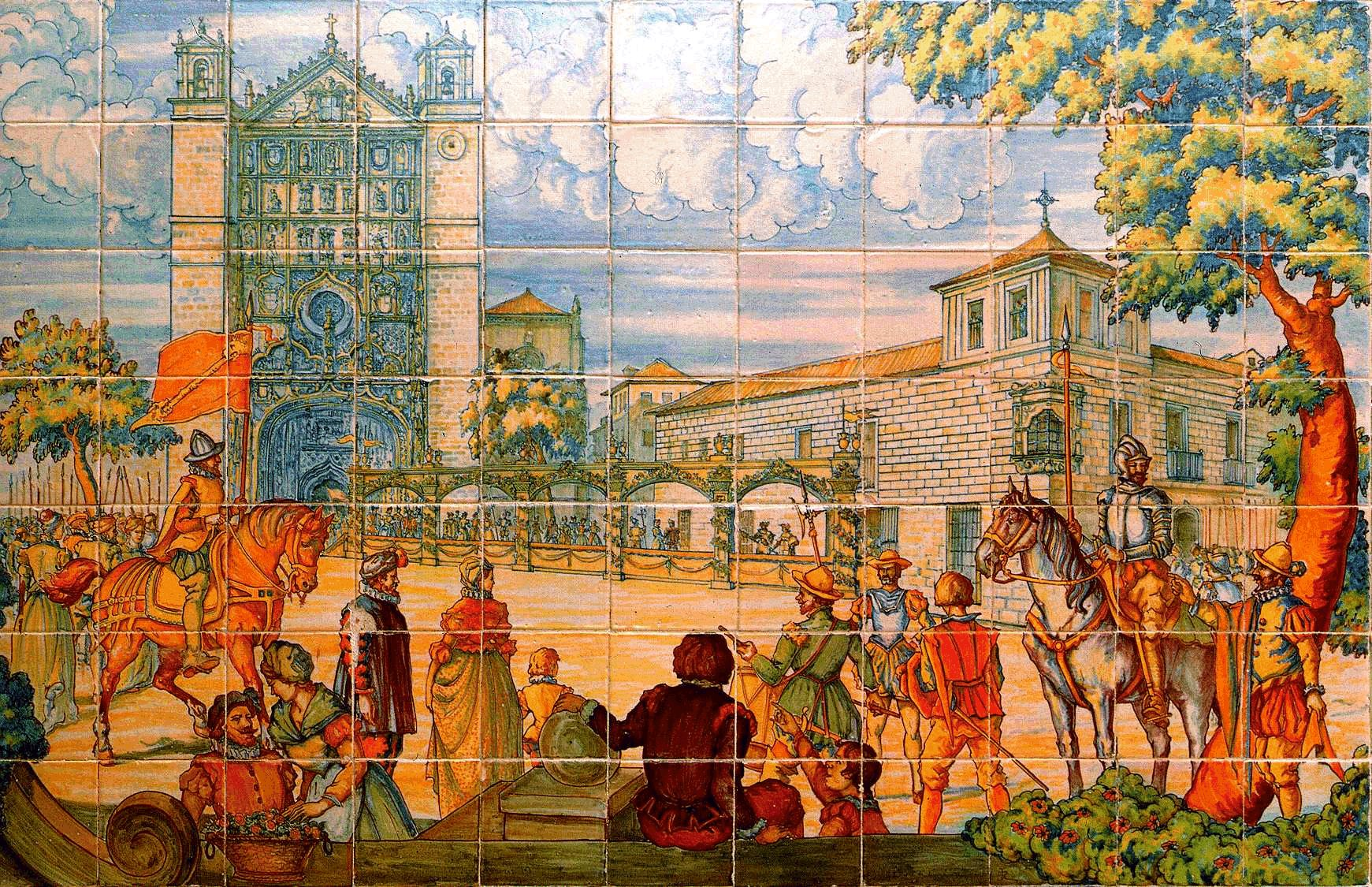
El 21 de mayo de 1527 nació Felipe II en el Palacio Pimentel. La leyenda cuenta que por una de las ventanas del palacio, de la que cuelga una cadena, fue sacado el rey Felipe II al nacer para que fuera bautizado en la Iglesia de San Pablo, pues de salir por la puerta del palacio debería haber sido bautizado en la Iglesia de San Martín.
Ábside (a la izquierda el ábside de la capilla del Colegio de San Gregorio).

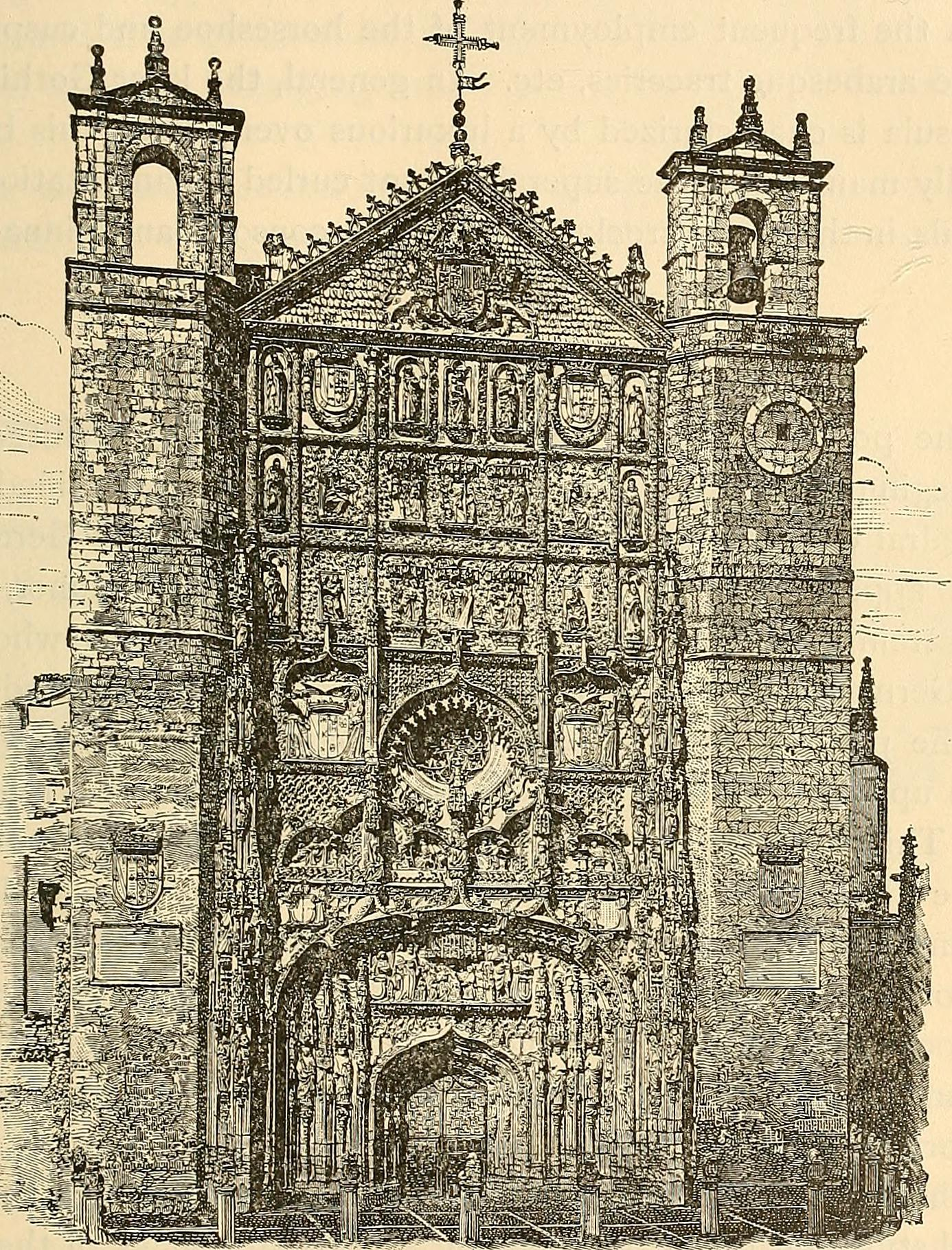
Boceto de la iglesia del año 1893.
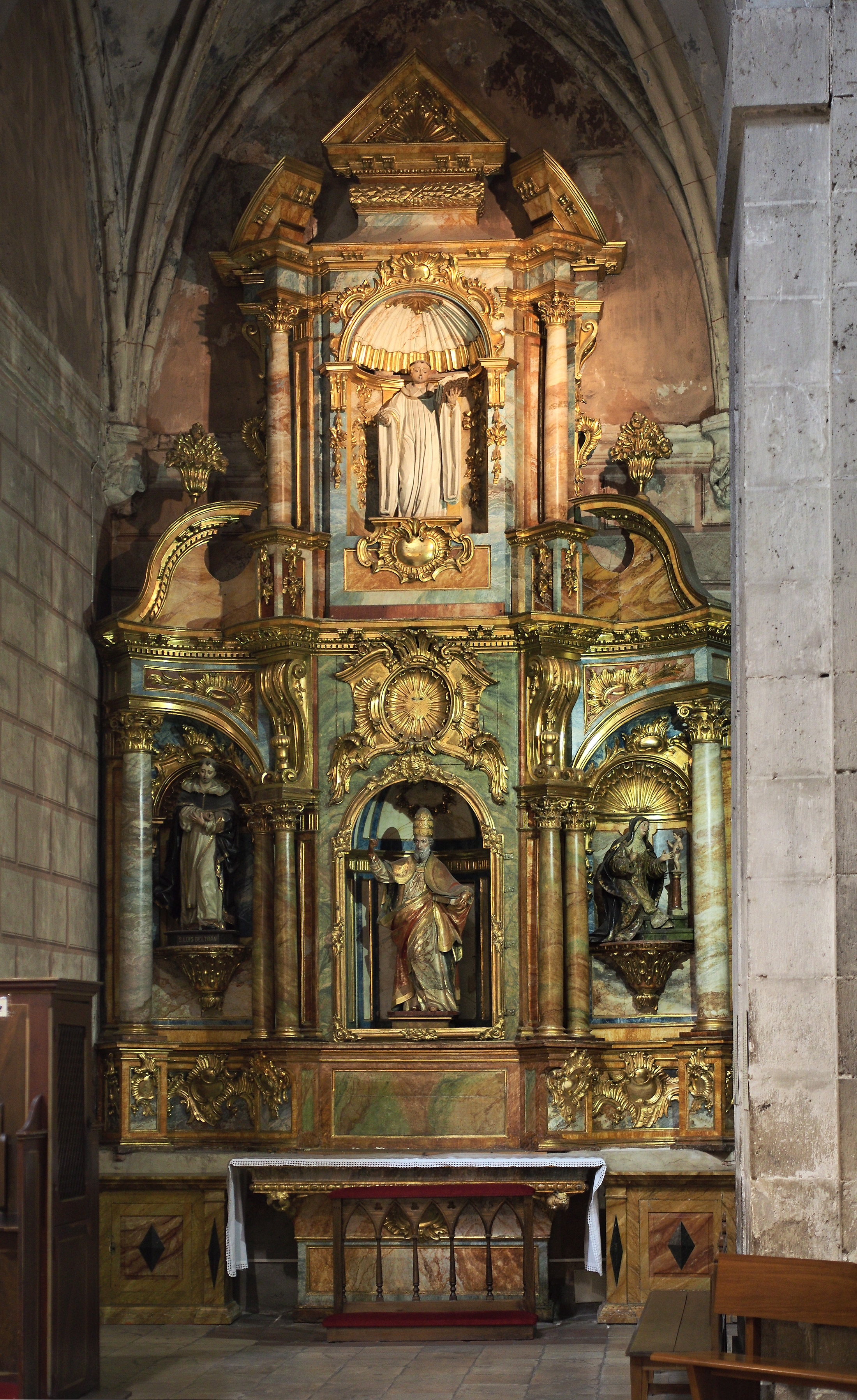
Retablo de San Pío V.
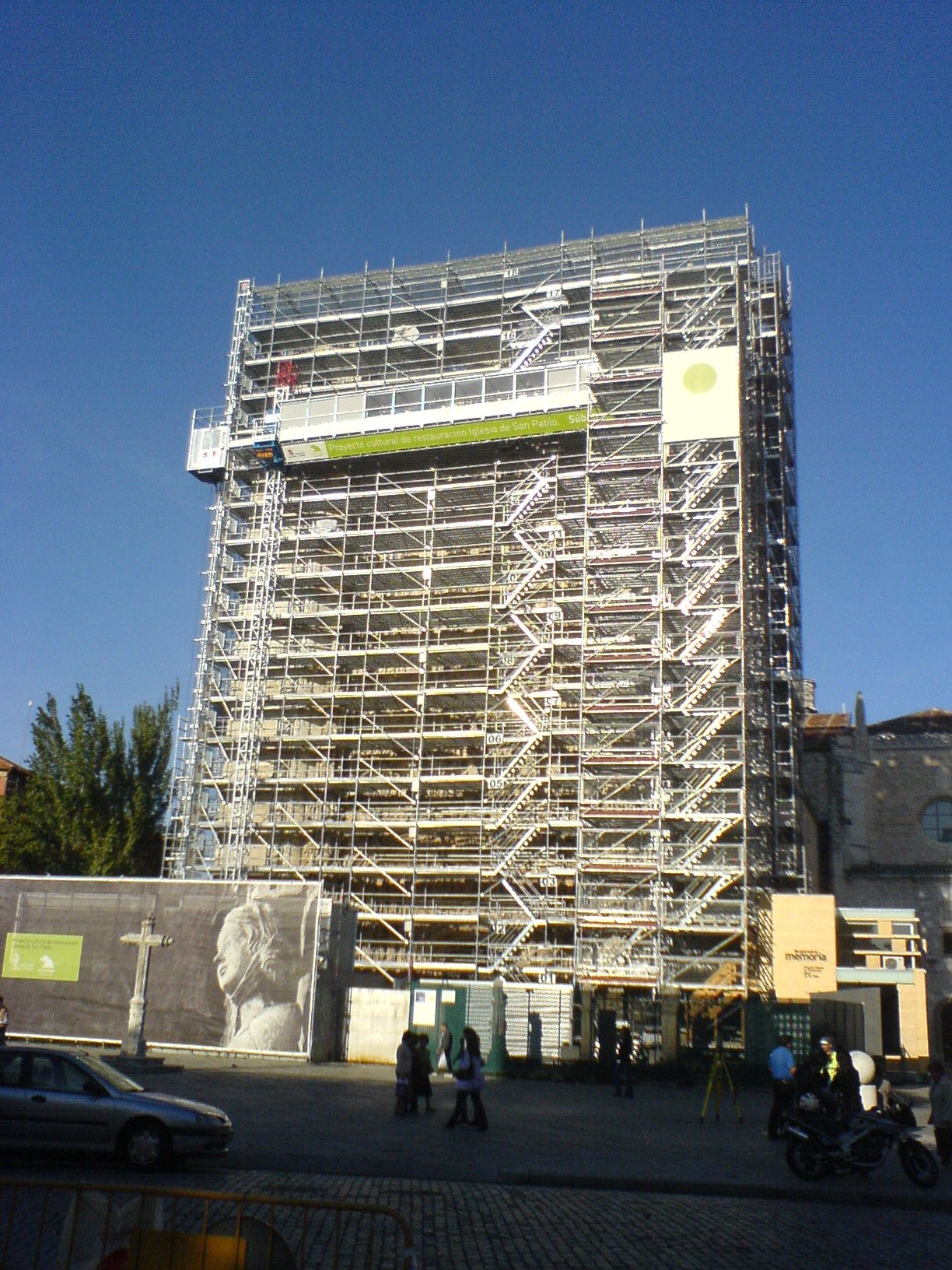
La iglesia con adamios durante la restauración, año 2007.
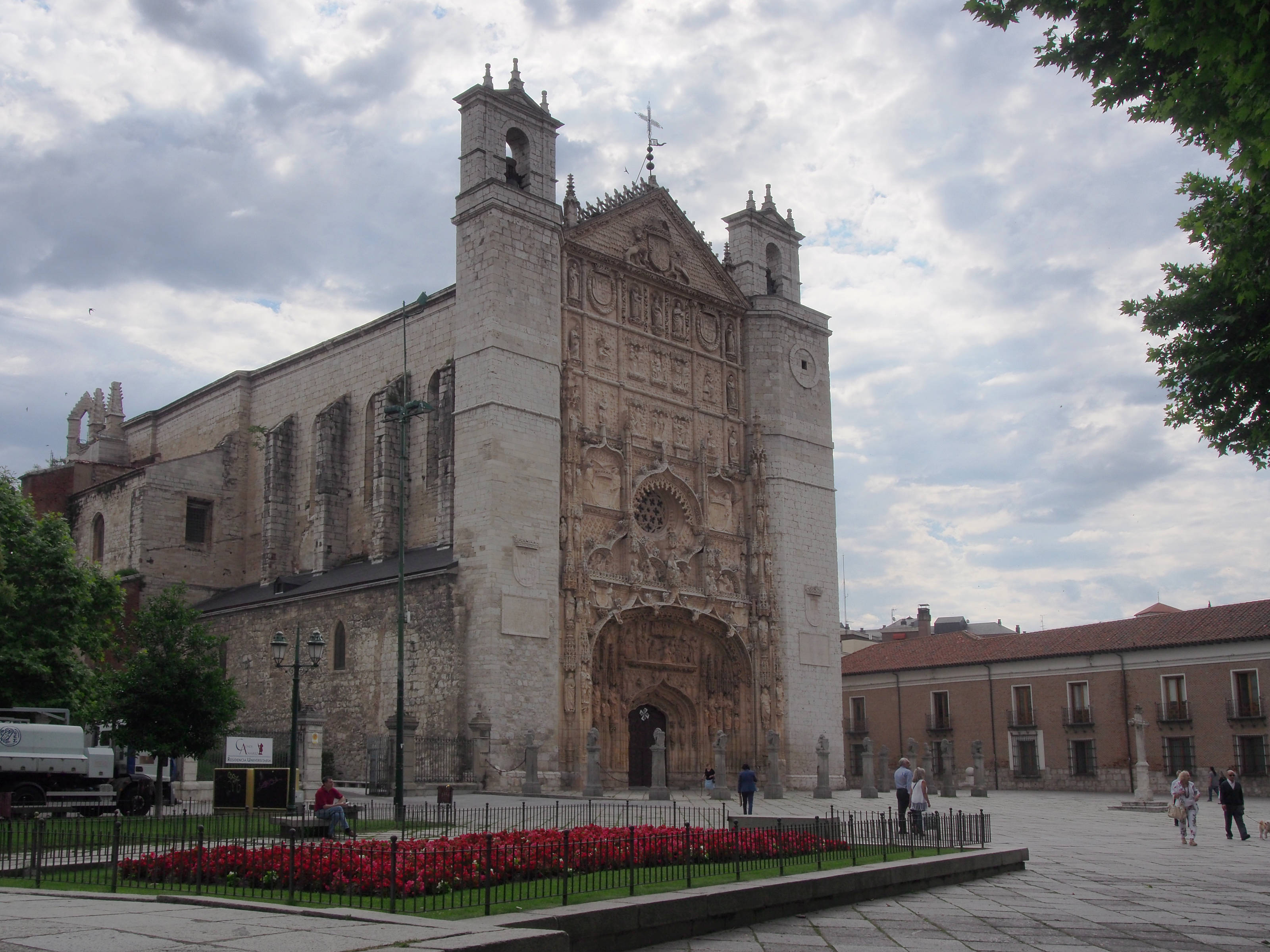
Vista lateral de la iglesia.
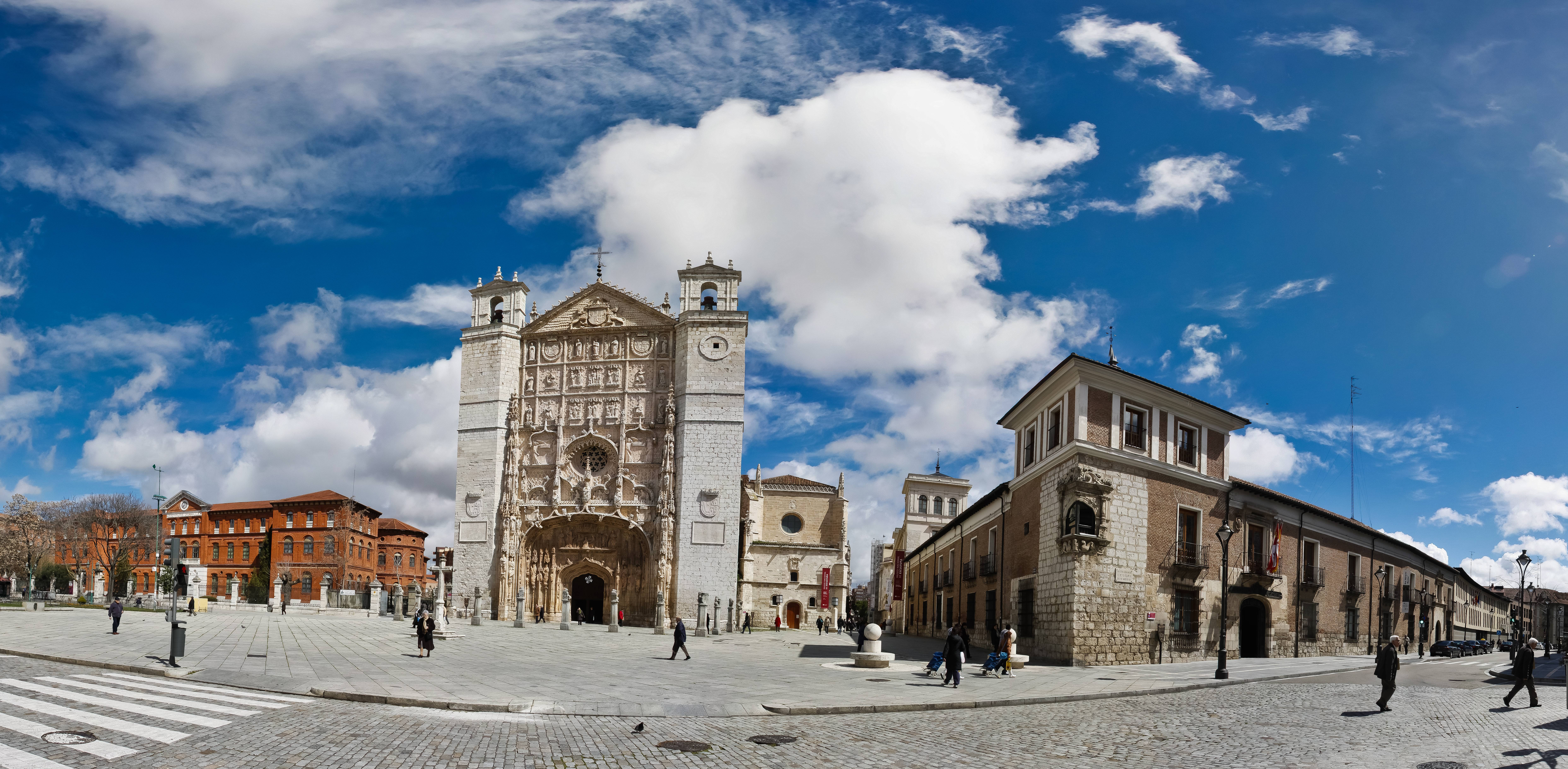
Panorámica de la plaza de San Pablo. A la izquierda el instituto Zorrilla, en el centro la iglesia de San Pablo, seguida de la calle peatonal de Cadenas de San Gregorio y a la derecha el Palacio de Pimentel.